# Théophile Brothier
Pour les articles homonymes, voir Brothier.
Théophile Brothier est un homme politique français né le 16 mars 1819 à Voulême (Vienne) et décédé le 28 novembre 1900 à Saint-Front (Charente).

## Biographie
Opposant au Second empire, il est secrétaire général de la préfecture de Charente après le 4 septembre 1870. Il devient conseiller général du canton de Mansle et juge de paix. Il est sénateur de la Charente de 1894 à 1900 et siège à gauche.

## Sources
- Ressources relatives à la vie publique :   - base Léonore
  - Sénat
- « Théophile Brothier », dans le Dictionnaire des parlementaires français (1889-1940), sous la direction de Jean Jolly, PUF, 1960 [détail de l’édition]